# Schwarzes L
Das Schwarze L (Arctornis l-nigrum) ist ein Schmetterling (Nachtfalter) aus der Unterfamilie der Trägspinner (Lymantriinae) innerhalb der Familie der Erebidae.

## Merkmale
Die Falter erreichen eine Flügelspannweite von 35 bis 45 Millimetern. Sie haben strahlend weiße, leicht durchscheinend wirkende Vorderflügel, auf denen ungefähr in der Mitte, versetzt zum Vorderrand je ein auffälliges schwarzes „L“ zu erkennen ist. Junge Tiere haben einen türkisen Schimmer, frisch geschlüpfte Tiere sind vollständig grün.
Die Raupen werden ca. 50 Millimeter lang. Ihr Körper ist etwas abgeflacht und rotbraun oder graubraun mit einigen gelben oder orangen Marmorierungen gefärbt. Die ersten drei Segmente sind stark mit zahlreichen langen rostroten und schwarzen Haaren bewachsen und wirken dadurch deutlich dicker, als der Rest des Körpers. Am Körper wachsen auf den Seiten und am Rücken des vierten, fünften, neunten, zehnten und elften Segments weiße Haarbüschel. Zusätzlich haben die Tiere auf dem sechsten bis achten Segment braune Haarbüschel.

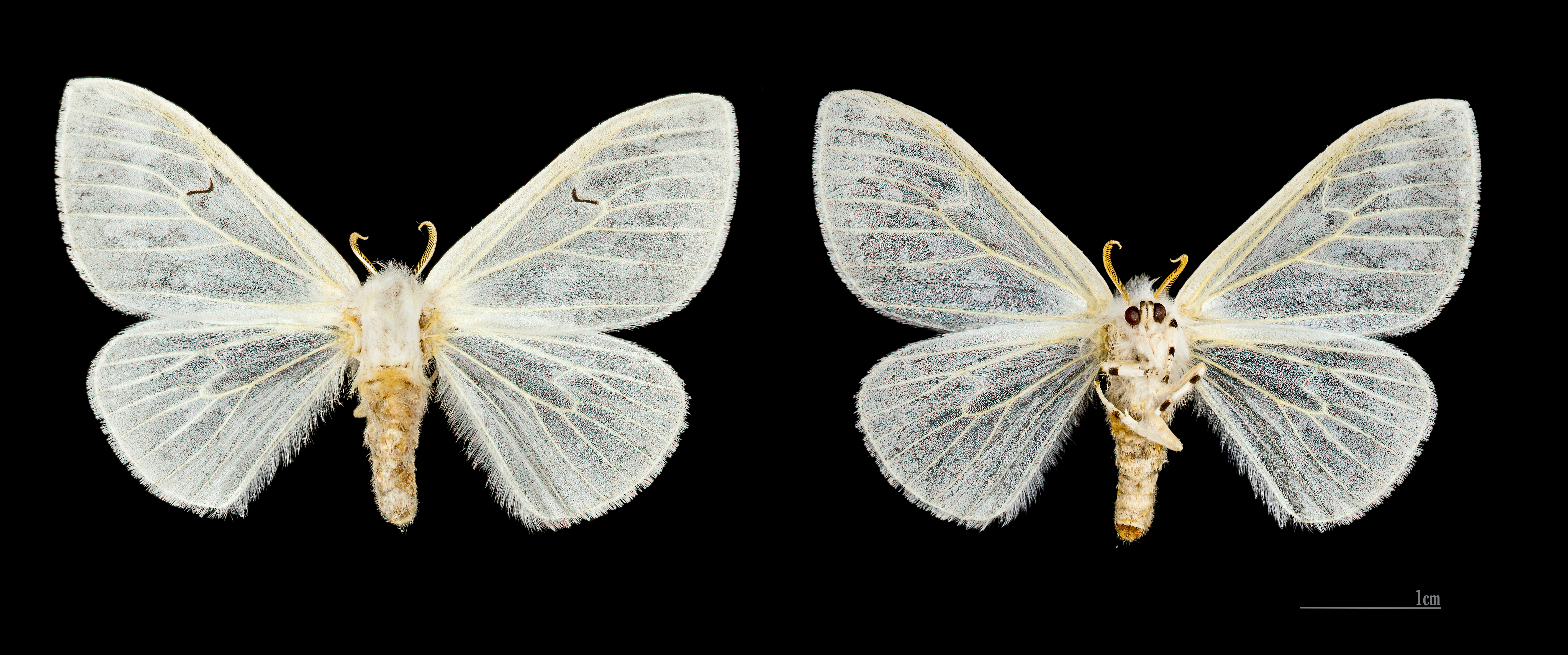
♀
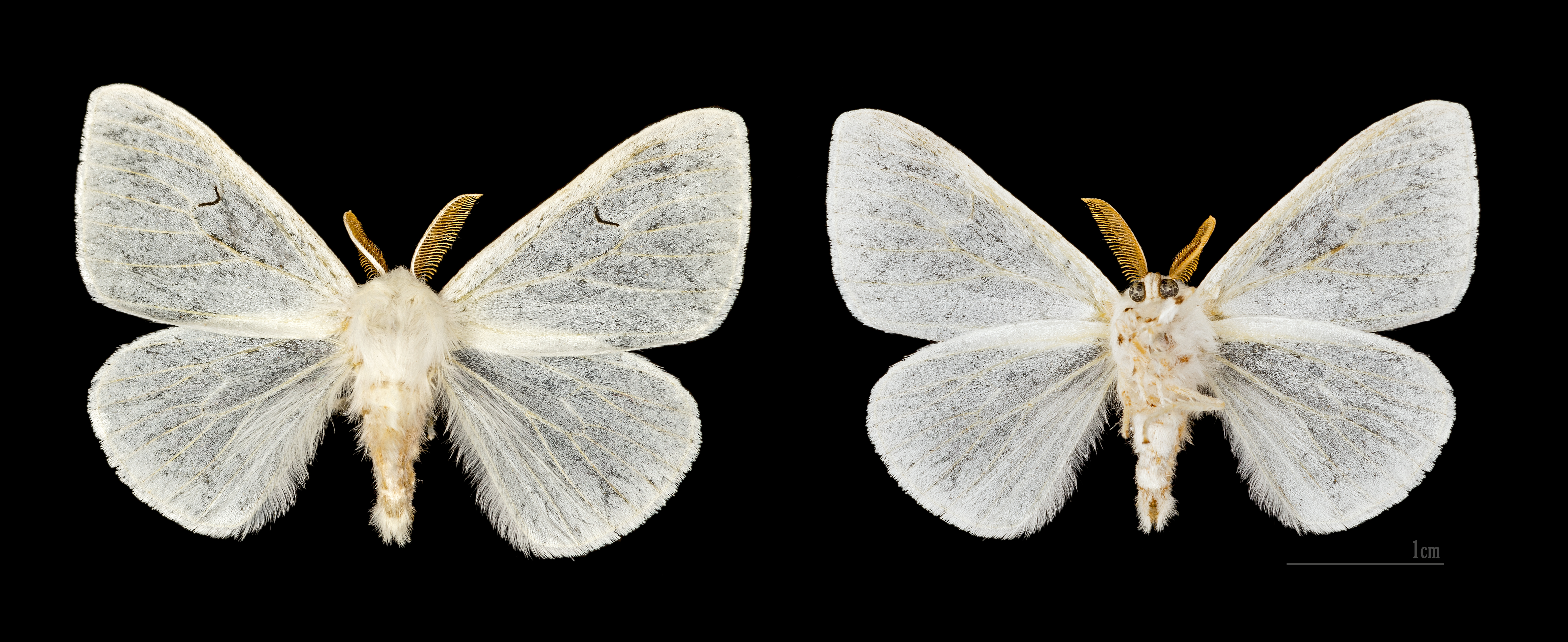
♂

## Vorkommen
Die Tiere kommen in fast ganz Europa und in Asien, östlich bis nach Japan vor. Sie fehlen in manchen Teilen der Iberischen Halbinsel, dem Norden und Westen Großbritanniens und dem hohen Norden. Sie leben in lichten, nicht zu alten Laubwäldern, besonders am Rand, an warmen Hängen und in feuchten Talgründen.

## Lebensweise
Die Weibchen legen ihre hellgrünen, flachen (doppelt so breit wie hohen) und zylindrischen Eier auf der Oberseite der Blätter der Futterpflanzen ab. Die Raupen, die Einzelgänger sind, schlüpfen im September. Bei Gefahr katapultieren sie sich von den Blättern, indem sie ihren Körper in der Mitte nach unten klappen. Durch ihre starke Behaarung können sie unversehrt aus großer Höhe fallen. Sie überwintern nach zwei bis drei Häutungen am Boden im Laub. Man findet sie im darauffolgenden Frühjahr schon vor dem Austreiben der Blätter. Zu dieser Zeit ernähren sie sich von trockenem Laub. Später sitzen sie oft frei auf Blättern. Sie verpuppen sich Ende Mai in locker versponnenen Blättern auf ihren Futterpflanzen. Ihre Puppen sind auffällig türkisgrün gefärbt und haben eine schwarze Zeichnung.
Die Raupen sind oligophag und ernähren sich von den Blättern von Rotbuchen (Fagus sylvatica), Winter-Linden (Tilia cordata), Stieleichen (Quercus robur), Sal-Weiden (Salix caprea) und andern Laubbaumarten.

### Flug- und Raupenzeiten
Die Falter fliegen in einer Generation von Mitte Juni bis Mitte August. Die Raupen findet man ab September und nach der Überwinterung bis in den Mai des nächsten Jahres. Die nachtaktiven Falter, besonders die Männchen, lassen sich von künstlichem Licht anlocken.